# 関口可奈味
関口 可奈味（せきぐち かなみ）は、日本の女性アニメーター、キャラクターデザイナー。
1994年、Production I.Gに入社。1999年、M.S.Cの設立に参加したがその後フリーに。現在はP.A.WORKSを活動拠点にしている。

## 参加作品

### テレビアニメ
1992年
- クレヨンしんちゃん（1992年 - 、動画・原画）

1996年
- 天空のエスカフローネ（原画）
- 爆走兄弟レッツ&ゴー!!（原画）
- 機動戦艦ナデシコ（1996年 - 1997年、原画）

1997年
- 爆走兄弟レッツ&ゴー!!WGP（原画）

1998年
- 爆走兄弟レッツ&ゴー!!MAX（原画）
- 星方武侠アウトロースター（原画）
- ポポロクロイス物語（原画）

1999年
- アークザラッド（作画監督補佐・原画・ED作画）
- メダロット（原画）
- ワイルドアームズ トワイライトヴェノム（キャラクターデザイン・作画監督）

2000年
- 地球防衛企業ダイ・ガード（原画）
- サクラ大戦TV（作画監督・原画）

2001年
- ジャングルはいつもハレのちグゥ（作画監督・原画）
- ヒカルの碁（キャラクターデザイン・OP2作画監督）

2002年
- 攻殻機動隊 STAND ALONE COMPLEX（2002年 - 2003年、原画）
- あたしンち（2002年 - 2009年、原画）

2003年
- スクラップド・プリンセス（原画）
- 鋼の錬金術師（2003年 - 2004年、作画監督・原画）

2004年
- 攻殻機動隊 S.A.C. 2nd GIG（原画）

2005年
- IGPX（2005年 - 2006年、原画）

2006年
- 攻殻機動隊 STAND ALONE COMPLEX Solid State Society（作画監督・原画）

2007年
- REIDEEN（作画監督・原画）

2008年
- true tears（キャラクターデザイン・総作画監督）

2009年
- CANAAN（キャラクターデザイン・総作画監督）

2010年
- Angel Beats!（ゲストデザイン設定・作画監督・原画）

2011年
- 花咲くいろは（キャラクターデザイン・総作画監督・作画監督・作画監督補佐）

2012年
- TARI TARI（キャラクターデザイン・総作画監督・作画監督補佐）

2013年
- RDG レッドデータガール（作画監督）

2014年
- SHIROBAKO（キャラクターデザイン・総作画監督・作画監督）

2015年
- Charlotte（キャラクターデザイン・総作画監督）

2017年
- サクラクエスト（キャラクターデザイン・総作画監督）

2021年
- ウマ娘 プリティーダービー Season 2（作画監督）

2022年
- パリピ孔明（キャラクターデザイン・総作画監督）

2024年
- 菜なれ花なれ（キャラクターデザイン・総作画監督）

### 劇場アニメ
1998年
- 機動戦艦ナデシコ -The prince of darkness-（原画）

1999年
- アキハバラ電脳組 2011年の夏休み（原画）

2000年
- BLOOD THE LAST VAMPIRE（原画）

2001年
- サクラ大戦 活動写真（プロップデザイン・原画）

2002年
- クレヨンしんちゃん 嵐を呼ぶ アッパレ!戦国大合戦（原画）

2003年
- クレヨンしんちゃん 嵐を呼ぶ 栄光のヤキニクロード（原画）

2004年
- クレヨンしんちゃん 嵐を呼ぶ!夕陽のカスカベボーイズ（原画）

2005年
- 劇場版 鋼の錬金術師 シャンバラを征く者（作画監督）

2006年
- 時をかける少女（原画）

2007年
- ストレンヂア 無皇刃譚（原画）
- 河童のクゥと夏休み（原画）

2010年
- 劇場版“文学少女”（作画監督・原画）

2013年
- 劇場版 花咲くいろは HOME SWEET HOME（キャラクターデザイン・総作画監督）

2020年
- 劇場版 SHIROBAKO（キャラクターデザイン・総作画監督）

2022年
- クレヨンしんちゃん もののけニンジャ珍風伝（原画）

2025年
- 不思議の国でアリスと -Dive in Wonderland-（作画監督）

### OVA
1994年
- ぼくの地球を守って（動画）
- 爆炎CAMPUSガードレス（動画）

1996年
- BLUE SEED2（動画）

2002年
- アーケードゲーマーふぶき（作画監督）

2003年
- I'll/CKBC（キャラクターデザイン・総作画監督）

2004年
- ジャングルはいつもハレのちグゥ FINAL（作画監督）

2006年
- テニスの王子様（OP原画）

### その他
- なんちゃってバンパイヤン（1999年、原画）

## 画集
- 関口可奈味 P.A.WORKS イラストレーションズ
  - 発売日：2013年10月29日 / 出版社：一迅社 / ISBN 978-4-7580-1341-3